# بيل لايمبير
بيل لايمبير (بالإنجليزية: Bill Laimbeer)‏ مواليد 19 مايو 1957 في بوسطن، هو لاعب كرة سلة أمريكي لعب في الرابطة الوطنية لكرة السلة ثم أصبح مدرباً. بدأ مسيرته الاحترافية في سنة 1979 يدرب في مؤسسة النساء الدولية لكرة السلة. يبلغ طوله 6 قدم 11 بوصة (2.1 م). اعتزل اللعب في 1993.

## فرق لعب لها
- كليفلاند كافالييرز
- ديترويت بيستونز

## روابط خارجية
- بيل لايمبير على موقع IMDb (الإنجليزية)
- بيل لايمبير على موقع إن إن دي بي (الإنجليزية)
- بيل لايمبير على موقع قاعدة بيانات الفيلم (الإنجليزية)
- بيل لايمبير على موقع إن بي أي (الإنجليزية)
- بيل لايمبير على موقع سبورتس رفرنس (الإنجليزية)
- بيل لايمبير على موقع كلية كرة السلة في سبورتس رفرنس.كوم (الإنجليزية)
- بيل لايمبير على موقع ريلجم (الإنجليزية)
- بيل لايمبير على موقع بروبوليرز (الإنجليزية)
- بيل لايمبير على موقع سبورتس رفرنس (الإنجليزية)
- بيل لايمبير على موقع سبورتس رفرنس (الإنجليزية)